# Boss Level
Boss Level is een Amerikaanse sciencefiction-actiefilm uit 2020, geregisseerd door Joe Carnahan en geschreven door Carnahan en Chris en Eddie Borey, naar een verhaal van de Boreys. De hoofdrollen worden vertolkt door Frank Grillo, Mel Gibson, Naomi Watts, Annabelle Wallis en Ken Jeong.

## Verhaal
Roy Pulver, een voormalige Delta Force-soldaat uit Atlanta, zit vast in een time loop. Elke ochtend wordt hij aangevallen door moordenaars in zijn appartement en vervolgens opgejaagd in de stad. Met vallen en opstaan slaagt hij erin langer te overleven. Hij is echter aanvankelijk niet in staat om alle aanvallers af te weren. Hij sterft elke keer en wordt weer wakker in zijn appartement. Daarnaast sterft zijn ex-vrouw Jemma in de loop van de dag en is zijn zoon Joe, die niet weet dat Roy zijn vader is een van de doelwitten van de moordenaars. Roy komt erachter dat hij de dag ervoor onbewust was uitgerust met een volgapparaat op zijn tand. Door het te verwijderen, kan hij een voordeel behalen. Als Roy het toch weet te overleven, komt er een enorme explosie die naar het einde van de wereld zal leiden.
De dag voordat Roy de time loop betrad, bezocht hij zijn ex-vrouw Jemma onder het mom van een interview bij het defensiebedrijf Dynow Labs. Jemma is betrokken bij een uiterst geheim project. Ventor wil de wereld overnemen met een spindel genaamd Osiris. Jemma wordt vervolgens namens Ventor vermoord. Omdat de spindel kort voor het begin van de time loop door Jemma is gestart en door niemand anders kan worden gestopt dan zijzelf, zal deze in de middag exploderen en de wereld vernietigen. Jemma geeft Roy een geheime verwijzing naar de Egyptische god Osiris. Roy realiseert zich dat Jemma de tijdafwijking creëerde om Ventor te stoppen. In verdere loops kan Roy Dynow Labs infiltreren en Ventor doden, maar Jemma is elke keer al dood en hij kan zijn zoon Joe niet langer beschermen tegen de andere aanvallers.
Roy brengt elke keer meerdere loops alleen door met zijn zoon Joe tot het moment waarop het einde van de wereld plaatsvindt. Bij toeval komt hij erachter dat Jemma veel later overlijdt dan eerder werd aangenomen en nog ongeveer een kwartier te leven heeft aan het begin van de time-loop. Met een helikopter kan hij Dynow Labs op tijd bereiken en alle moordenaars doden voordat ze zich over de stad verspreiden. Hij doodt Ventor en deze keer kan hij zelfs Jemma redden. Jemma legt uit dat de time loop alleen kan worden gestopt als Roy zelf de spil betreedt. Dit zou echter misschien de ultieme dood van Roy betekenen. Wetende dat deze keer zowel Jemma als Joe zullen worden gered, gaat Roy de spil in.

## Rolverdeling
| Acteur                    | Personage              |
| ------------------------- | ---------------------- |
| Frank Grillo              | Roy Pulver             |
| Mel Gibson                | Kolonel Clive Ventor   |
| Naomi Watts               | Jemma Wells            |
| Annabelle Wallis          | Alice                  |
| Ken Jeong                 | Chef Jake              |
| Sheaun McKinney           | Dave                   |
| Will Sasso                | Brett                  |
| Selina Lo                 | Guan Yin               |
| Michelle Yeoh             | Dai Feng               |
| Meadow Williams           | Pam                    |
| Mathilde Ollivier         | Gabrielle              |
| Rio Grillo                | Joe                    |
| Armida Lopez              | Esmerelda de chauffeur |
| Buster Reeves             | Mr. Good Morning       |
| Eric Etebari              | Roy #2                 |
| Quinton 'Rampage' Jackson | German Twin #1         |
| Rashad Evans              | German Twin #2         |

## Productie
In de film speelt Frank Grillo de hoofdrol van Roy Pulver en zijn zoon Rio Grillo Pulvers zoon Joe. De filmmuziek werd gecomponeerd door Clinton Shorter. Het soundtrackalbum werd op 5 maart 2021 op digitaal formaat uitgebracht door Filmtrax.

## Release
De film ging in première op 11 februari 2020 in Los Angeles en verscheen op 18 februari 2021 In de Verenigde Arabische Emiraten. In november 2020 werden de Amerikaanse distributierechten verworven in een achtcijferige deal door de streamingdienst Hulu, waarvan later werd onthuld dat het $ 11.750.000 waard was. De film werd in de Verenigde Staten uitgebracht op 5 maart 2021.

## Ontvangst
Op Rotten Tomatoes heeft Boss Level een waarde van 74% en een gemiddelde score van 6,50/10, gebaseerd op 81 recensies. Op Metacritic heeft de film een gemiddelde score van 56/100, gebaseerd op 16 recensies.